# Mi tesoro
«Mi tesoro» es una canción interpretada por el dúo mexicano Jesse & Joy, incluida en su segundo álbum Soltando al perro (2013). Su composición estuvo a cargo de los intérpretes: Joy y Jesse Huerta, mientras que este último se encargó de su producción. Warner Music México la lanzó como el primer y único sencillo promocional del álbum el 21 de enero de 2014, a través de descarga digital. La Canción está nominada en Grammy Latinos 2014 por Canción Del Año, pero perdió ante Bailando de Enrique Iglesias.
Está compuesta en estilo de balada y blubby reggae dentro del género pop latino, y su letra habla acerca de un personaje que tiene todos los tesoros, pero sin amor, siente que no vale nada. «Mi tesoro» tuvo un buen recibimiento comercial en los Estados Unidos, ya que estuvo entre las primeras posiciones de la lista Latin Pop Songs. Además, sirvió como tema principal de la telenovela mexicana Qué pobres tan ricos, protagonizada por Zuria Vega y Jaime Camil y de la telenovela chilena Eres mi tesoro.

## Antecedentes y composición
A finales de octubre de 2013, la productora Rosy Ocampo anunció que Jesse & Joy junto con la cantante Yuri serían los encargados de interpretar el tema de la telenovela Qué pobres tan ricos, que empezaría a ser transmitida al siguiente mes. Sin embargo, después se les fue delegado a Jesse & Joy que compusieran e interpretaran el la canción de la telenovela, mientras Yuri interpretó el tema romántico de la pareja protagónica. 
Jesse & Joy la escribieron, mientras que Jesse la produjo. Musicalmente, mezcla los géneros pop latino con balada y blubby reggae, contiene repiques de instrumentos como trompetas, bajo, guitarra, piano, entre otros.
Líricamente, es una canción romántica, Jesse explicó en una entrevista para la revista Para todos que: «trata básicamente de cómo el amor es el mayor de nuestros tesoros, y muchas veces teniendo todo, si no tienes amor no tienes nada».

## Lanzamiento y promoción
El 11 de noviembre de 2013, cuando Qué pobres tan ricos estrenó, pudo ser oída al ser su canción de inicio, más la versión utilizada fue de poca duración. El 21 de enero de 2014, fue lanzada, en su versión completa, como sencillo promocional por medio de descarga digital. El tema, junto con «Corazón de campeón», formaron parte del contenido de Soltando al perro como temas inéditos. Una semana después, el 29 de enero, Jesse & Joy publicaron en su cuenta de YouTube un vídeo musical con la letra de la canción.
Los intérpretes presentaron «Mi tesoro» en tres programas de la cadena televisiva Univisión; Sábado gigante, El gordo y la flaca y Despierta América. En las presentaciones dieron una entrevista e interpretaron la canción. Además fue incluida en el repertorio de canciones de su gira ¿Con quién se queda el perro? Tour en sus últimos conciertos, la primera vez en interpretarla en uno fue el 5 de junio de 2014 en las instalaciones del Domo Care en Monterrey, México. También la interpretaron en un concierto compartido con Jencarlos Canela y Reik en República Dominicana.

## Recibimiento

### Recibimiento comercial
«Mi tesoro» cosechó un buen rendimiento comercial en los Estados Unidos, lugar donde logró alcanzar la posición número dieciséis en la lista Hot Latin Songs y número tres en Latin Pop Songs; debido a esto, logró convertirse —junto con «Adiós»— en la segunda posición más alta dúo en Latin Pop Songs, solamente detrás de ¡Corre!. Asimismo se posicionó en otras listas de la revista Billboard y lideró el conteo Latin Pop Rhythmic de Monitor Latino. «Mi tesoro» también se posicionó de inmediato en los primeros lugares de las estaciones de radio de su país natal, así como en las primeras posiciones de ventas digitales.

### Premios y nominaciones
«Mi tesoro» estuvo nominado en dos ceremonias de premios en 2014: en los premios Juventud; como «mejor tema novelero» y en los Grammy Latinos; como «canción del año». Cabe mencionar que por tercera vez consecutiva  Jesse & Joy obtienen una nominación en esta última categoría.
| Año  | Ceremonia              | Categoría           | Resultado | Ref.   |
| ---- | ---------------------- | ------------------- | --------- | ------ |
| 2014 | Premios Juventud       | Mejor tema novelero | Nominado  | [ 22 ] |
| 2014 | Premios Grammy Latinos | Canción del año     | Nominado  | [ 23 ] |

## Formato
- Descarga digital

| Mi Tesoro — sencillo |             |          |  |
| N.º                  | Título      | Duración |  |
| 1.                   | «Mi Tesoro» | 3:29     |  |

## Posicionamientos en listas

### Semanales
| País           | Lista                        | Mejor posición |
| 2014           | 2014                         | 2014           |
| -------------- | ---------------------------- | -------------- |
| Estados Unidos | Hot Latin Songs              | 16             |
| Estados Unidos | Latin Pop Songs              | 3              |
| Estados Unidos | Monitor Latino: Spanish      | 3              |
| Estados Unidos | Monitor Latino: Pop/Rhythmic | 1              |

### Anuales
| País           | Lista           | Mejor posición |
| 2014           | 2014            | 2014           |
| -------------- | --------------- | -------------- |
| Estados Unidos | Hot Latin Songs | 65             |
| Estados Unidos | Latin Pop Songs | 16             |

## Historial de lanzamientos
- Descarga digital

| País | Fecha               | Sello              | Ref.   |
| ---- | ------------------- | ------------------ | ------ |
|      | 21 de enero de 2014 | Warner Music Group | [ 28 ] |